# Ру, Жан-Луи
Жан-Луи Ру (фр. Jean-Louis Roux; 18 мая 1923, Монреаль — 28 ноября 2013, там же) — канадский актёр, драматург и политик, 26-й лейтенант-губернатор Квебека.

## Биография
Жан-Луи Ру родился в Монреале, провинция Квебек. В 1942 году Гаскон вышел на сцену в спектакле по пьесе Поля Клоделя «Обмен» (фр. L'Échange), режиссёром которого выступила Людмила Питоева. Его партнёром был Жан Гаскон, с которым они вместе изучали медицину в Монреальском университете, однако вскоре они бросили учёбу, чтобы сосредоточиться на актёрской карьере. В 1946 году Питоева снова задействовала их в своих спектаклях — «Федра» и «Чёрствый хлеб».
Ру учился актёрскому мастерству в Париже, после чего осенью 1949 года вернулся в Монреаль, где вместе с Гасконом принял участие в создании Театра Нового Мира (фр. Théâtre du Nouveau Monde) и несколько последующих лет был его актёром и режиссёром. Он также занялся драматургией, писал успешные пьесы, радиопьесы и сценарии телешоу. Самой известной ролью Ру в кинематографе является роль Овида Плуффа в популярной в Квебеке комедии положений La famille Plouffe (1953). В театре Ру сыграл более 200 ролей и поставил более 70 спектаклей, в том числе адаптации произведений Шекспира и Ионеско.
В 1974—1977 годах Ру был вице-председателем Совета директоров Национального совета по кинематографии Канады.
В 1994 году Жан-Луи Ру был назначен в Сенат Канады и оставался там до отставки в 1996 году. 8 августа 1996 года, в возрасте 73 лет, он был назначен лейтенант-губернатором Квебека, став самым старым человеком, когда-либо назначавшимся на эту должность. 5 ноября того же года Жан-Луи Ру вышел в отставку, которая была вызвана скандалом, когда были найдены старые фотографии Ру со свастикой на халате, одетой в знак протеста против предложения призывать на службу во Второй мировой войне.
31 мая 1997 года Ру вернулся к общественной жизни, когда правительство назначило его председателем Канадского совета по искусствам (англ. Canada Council for the Arts).
В 1950 году Жан-Луи Ру женился на Моник Олиньи, у них родился сын Стефан.
Жан-Луи Ру умер в Монреале 28 ноября 2013 года.

## Награды
- 1971 — Офицер ордена Канады[4]
- 1982 — Член Королевского общества Канады[4]
- 1987 — Компаньон ордена Канады[4]
- 1989 — Рыцарь Национального ордена Квебека[4]